# Majorsträsket
Majorsträsket är en sjö i Finland. Den ligger i kommunen Malax i landskapet Österbotten, i den sydvästra delen av landet, 400 km nordväst om huvudstaden Helsingfors. Majorsträsket ligger 17 meter över havet. I omgivningarna runt Majorsträsket växer i huvudsak blandskog. Arean är 66,8 hektar och strandlinjen är 5,01 kilometer lång. Sjön  ingår i Bottenhavets kustområde. 